# Omeisphaera
Omeisphaera is een geslacht van kevers uit de familie bladkevers (Chrysomelidae).
De wetenschappelijke naam van het geslacht werd in 1974 gepubliceerd door Chen & Zia.

## Soorten
- Omeisphaera flavimaculata Wang in Li & Jin, 2002